# Pilea leucophaea
Pilea leucophaea är en nässelväxtart som först beskrevs av Bi., och fick sitt nu gällande namn av Carl Ludwig von Blume. Pilea leucophaea ingår i släktet pileor, och familjen nässelväxter. Inga underarter finns listade i Catalogue of Life.